# Émile Jungfleisch

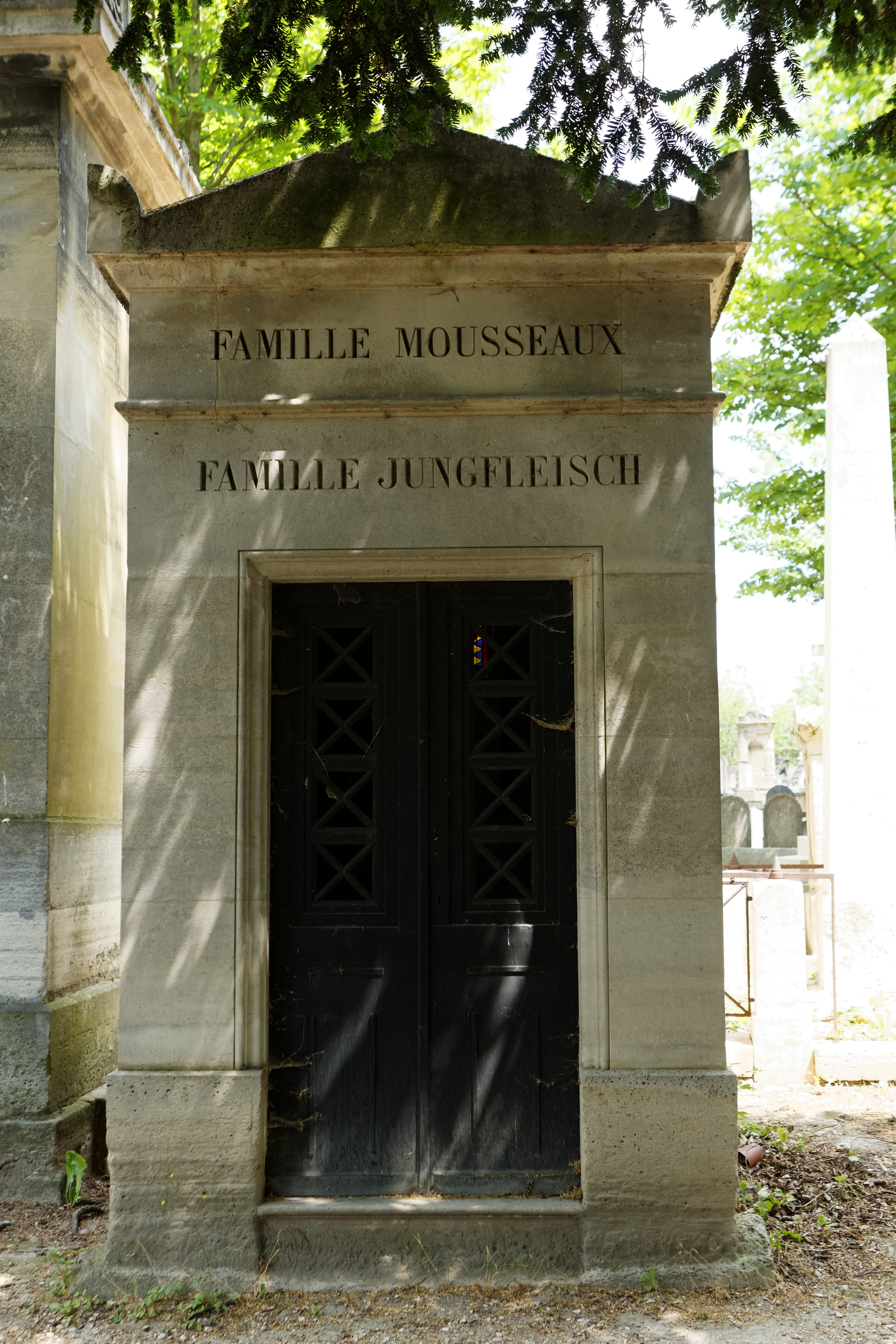
La tomba di famiglia

Émile-Clément Jungfleisch (Parigi, 21 dicembre 1839 – Parigi, 24 aprile 1916) è stato un chimico francese.

## Biografia
Fu allievo di Marcelin Berthelot e gli succedette al Collège de France. Insegnò, tra l'altro, alla Sorbona.
Si occupò di chimica fisica e di chimica organica (svolse ricerche su benzene, fermentazione dell'acido lattico, acidi lattici).

## Pubblicazioni
- Traité élémentaire de chimie organique (in collaborazione con Marcelin Berthelot, 1872)
- Manipulations de chimie (1885)